# Hille/Åbyggeby IK
Hille/Åbyggeby IK, ishockeyklubb från de norra delarna av Gävle. Klubben bildades 1981 och har sin hemmaarena på Testebovallen. Åren 1999 - 2006 spelade klubben i Division 1. Säsongen 2005/2006 lyckades man dock inte vinna en enda match i grundserien och fick lämna serien. Säsongen 2017/2018 spelade man i Hockeytrean Gävleborg som man vann, men utan att lyckas ta sig upp till Hockeytvåan.

## Säsonger i Division 1
| Säsong    | Division            | Placering | Vårserie              | Playoff/Kval                     |
| --------- | ------------------- | --------- | --------------------- | -------------------------------- |
| 1999/2000 | Division 1 Västra A | 3         | 6:a i Allettan Västra |                                  |
| 2000/2001 | Division 1 Västra A | 6         | 1:a i vårserien       | 2:a i förkval                    |
| 2001/2002 | Division 1 Västra A | 4         | 7:a i Allettan västra |                                  |
| 2002/2003 | Division 1 Västra A | 7         | 2:a i vårserien       |                                  |
| 2003/2004 | Division 1 Västra A | 2         | 7:a i Allettan Västra |                                  |
| 2004/2005 | Division 1 Västra   | 11        |                       | 2:a i kvalserien till Division 1 |
| 2005/2006 | Division 1D         | 10        |                       | 4:a i kvalserien, nerflyttade    |